# Peter Metz (Politiker)

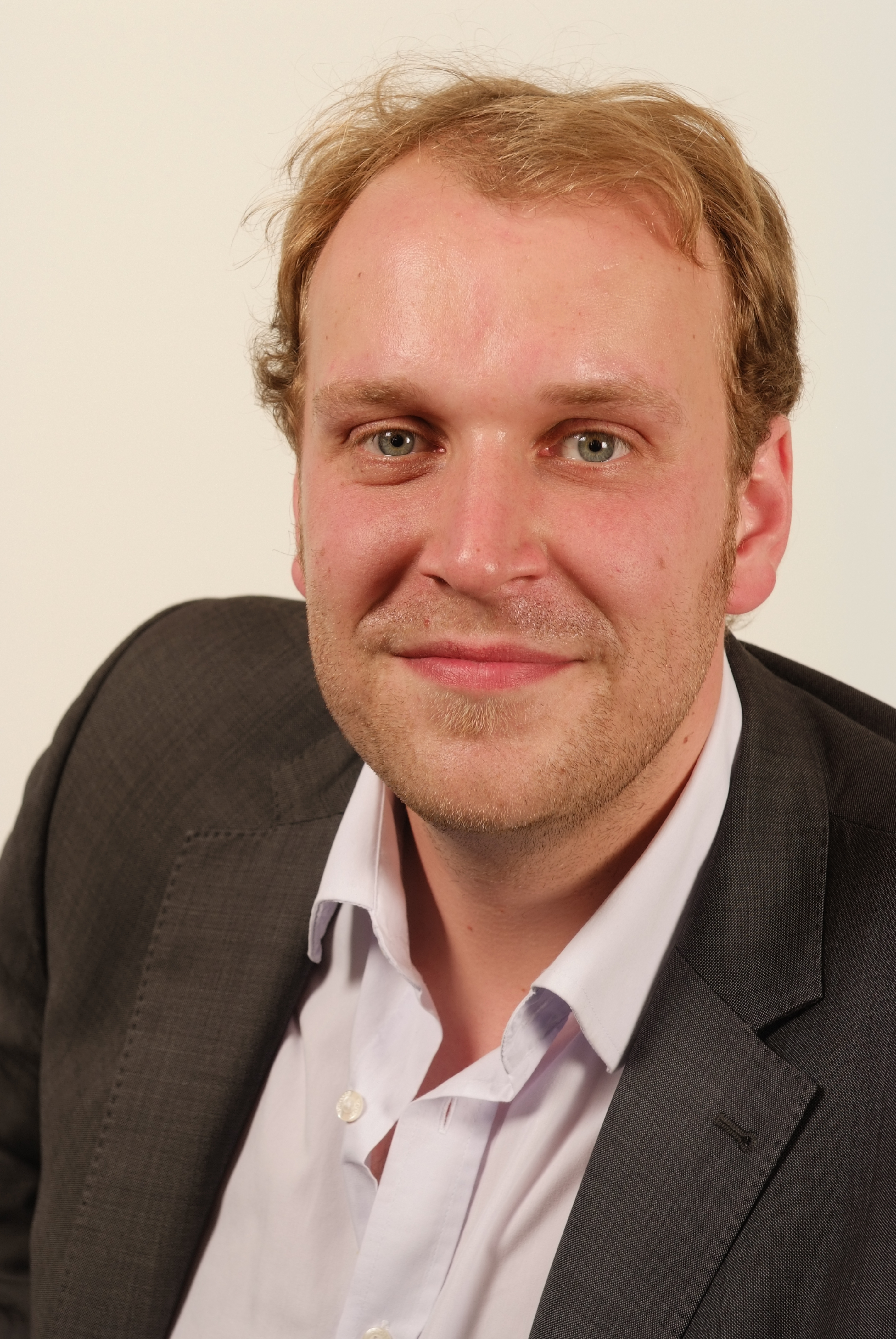
Peter Metz im Mai 2011

Peter Metz (* 10. Dezember 1984 in Erfurt) ist ein deutscher Politiker (BSW, vorher SPD). Er war von 2004 bis 2009 Landesvorsitzender der Jusos in Thüringen und von 2009 bis 2014 Mitglied des Thüringer Landtags.

## Werdegang
Nach dem Abitur am Erfurter Albert-Schweitzer-Gymnasium im Jahr 2003 leistete Metz seinen Zivildienst in einem Erfurter Pflegeheim ab und arbeitete anschließend ein Jahr lang als Pflegediensthelfer. Von 2005 bis 2009 studierte er Geschichte und Philosophie an der Universität Erfurt und der Friedrich-Schiller-Universität Jena. Ab 2009 folgte eine Weiterbildung im Bereich Verwaltungswissenschaften an der Verwaltungs- und Wirtschaftsakademie in Erfurt.
Metz ist seit 2000 Mitglied der Jusos und wurde 2004 zu deren Landesvorsitzendem gewählt. 2006 wurde er Beisitzer im Landesvorstand der SPD Thüringen. Zur Landtagswahl 2009 zog er über Platz 13 der SPD-Landesliste in den Thüringer Landtag ein. Daneben ist er Mitglied der SJD – Die Falken und von Ver.di.
Metz gehörte zu den sechs von 24 Mitgliedern des SPD-Landesvorstandes, die bei der Vorstandssitzung vom 30. September / 1. Oktober 2009 für ein Zusammengehen mit Linken und Grünen und gegen Koalitionsverhandlungen mit der CDU stimmten.
Zur Landtagswahl 2014 trat er nicht wieder an.
Nach der Landtagswahl 2024 war er Teil des Verhandlungsteams des BSW um dessen Spitzenkandidaten Katja Wolf und Steffen Schütz und Geschäftsführer der BSW-Fraktion im Thüringer Landtag. Seit der Regierungsbildung leitet er das Ministerbüro im Thüringer Finanzministerium.